# Stębark
Stębark är en ort i landskapet Ermland-Mausurien i nordöstra Polen, belägen 150 km nordväst från Warszawa. 

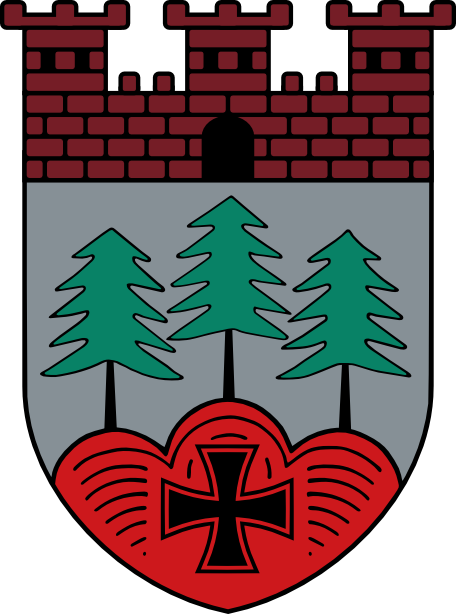
Tannenbergs vapen (1916–1945).

Orten, vars tyska namn var Tannenberg, tillhörde tyska Ostpreussen till andra världskrigets slutskede. Den har givit namn till två stora avgörande fältslag: 1410 och 1914.
Slaget vid Tannenberg 1410, i vilket trupper från Tyska orden led sitt första större nederlag mot trupper från samväldet Polen-Litauen, med stöd från tjeckiska, vitryska, ukrainska, tatariska och moldaviska vasaller.   
Slaget vid Tannenberg 1914, som i början av första världskriget utspelade sig mellan Tyskland och Ryssland, då tyskarna under ledningen av Paul von Hindenburg, överlägset besegrade de ryska trupperna. Ryssland gjorde 170 000 i totala förluster, medan Tyskland gjorde 12 000 i totala förluster.